# Festival de Eurovisión de Jóvenes Músicos 2010
La XV edición del Festival de Eurovisión de Jóvenes Músicos se celebró en el Rathausplatz de Viena (Austria) el 14 de mayo de 2010. La semifinal se celebró entre el sábado 8 de mayo y el domingo 9 de mayo de 2010 en el Theater an der Wien de Viena.

## Países Participantes
| País y TV          | Representante            | Instrumento |
| ------------------ | ------------------------ | ----------- |
| Austria ORF        | Marie-Christine Klettner | Violín      |
| Alemania WDR       | Hayrapet Arakelyan       | Saxofón     |
| Bielorrusia BTRC   | Ivan Karizna             | Violonchelo |
| Chipre CyBC        | Lambis Paulou            | Piano       |
| Croacia HRT        | Filip Merčep             | Percusión   |
| Eslovenia RTVSLO   | Eva Nina Kozmus          | Flauta      |
| Grecia ERT         | Konstantin Destounis     | Piano       |
| Noruega NRK        | Guro Kleven Hagen        | Violín      |
| Países Bajos NPS   | Dana Zemtsov             | Viola       |
| Polonia TVP        | Bartosz Głowacki         | Acordeón    |
| Reino Unido BBC    | Peter Moore              | Trombón     |
| República Checa ČT | Lukáš Dittrich           | Clarinete   |
| Rumanía TVR        | Stefan Cazacu            | Violonchelo |
| Rusia KTVC         | Daniil Trifonov          | Piano       |
| Suecia SVT         | Mattias Hanskov Palm     | Contrabajo  |

## Festival

### Semifinal
La semifinal se celebró en 2 días, siendo la primera parte el 8 de mayo y la segunda parte el 9 de mayo de 2010:

#### Parte 1
| N.º | País         | Artista              | Edad | Instrumento | Resultado |
| --- | ------------ | -------------------- | ---- | ----------- | --------- |
| 01  | Reino Unido  | Peter Moore          | 14   | Trombón     | Eliminado |
| 02  | Chipre       | Lambis Pavlou        | 14   | Piano       | Eliminado |
| 03  | Rumania      | Ştefan Cazacu        | 16   | Violonchelo | Eliminado |
| 04  | Eslovenia    | Eva-Nina Kozmus      | 16   | Flauta      | Finalista |
| 05  | Alemania     | Hayrapet Arakelyan   | 18   | Saxofón     | Finalista |
| 06  | Rusia        | Daniil Trifonov      | 19   | Piano       | Finalista |
| 07  | Suecia       | Mattias Hanskov Palm | 17   | Contrabajo  | Eliminado |
| 08  | Países Bajos | Dana Zemtsov         | 17   | Viola       | Eliminado |

#### Parte 2
| N.º | País            | Artista                  | Edad | Instrumento | Resultado |
| --- | --------------- | ------------------------ | ---- | ----------- | --------- |
| 09  | Austria         | Marie-Christine Klettner | 17   | Violín      | Eliminado |
| 10  | Grecia          | Konstantinos Destounis   | 19   | Piano       | Eliminado |
| 11  | Bielorrusia     | Ivan Karizna             | 18   | Violonchelo | Finalista |
| 12  | República Checa | Lukáš Dittrich           | 18   | Clarinete   | Eliminado |
| 13  | Noruega         | Guro Kleven Hagen        | 15   | Violín      | Finalista |
| 14  | Polonia         | Bartosz Głowacki         | 18   | Acordeón    | Finalista |
| 15  | Croacia         | Filip Merčep             | 18   | Percusión   | Finalista |

#### Jurado de la Semifinal
1. Werner Hink (Austria)
2. Ranko Markovic (Austria)
3. Aleksandar Markovic (Austria)
4. Ingela Øien (Noruega) (Flöte)
5. Hüseyin Sermet (Turquía)

### Final
La final se celebró el viernes 14 de mayo de 2010 en el Rathausplatz de Viena con la participación de los 7 países clasificados:

#### resultados
| País        | Artista            | Posición |
| ----------- | ------------------ | -------- |
| Eslovenia   | Eva-Nina Kozmus    | 1        |
| Noruega     | Guro Kleven-Hagen  | 2        |
| Rusia       | Daniil Trifonov    | 3        |
| Croacia     | Filip Merčep       | -        |
| Polonia     | Bartosz Głowacki   | -        |
| Alemania    | Hayrapet Arakelyan | -        |
| Bielorrusia | Ivan Karizna       | -        |

#### finalistas
| N.º | País        | Artista            | Edad | Instrumento | Pieza |
| --- | ----------- | ------------------ | ---- | ----------- | --- |
| 01  | Croacia     | Filip Merčep       | 18   | Percusión   | Emmanuel Séjourné: Concierto de Percusión y Orquesta de Cuerda II. rythmique, energique                           |
| 02  | Noruega     | Guro Kleven-Hagen  | 16   | Violín      | Piotr Ilich Chaikovski: Concierto para violín (Chaikovski)                                                        |
| 03  | Polonia     | Bartosz Głowacki   | 17   | Acordeón    | Mikołaj Majkusiak: Concierto "Classico" para Acordeón y Orquesta Sinfónica, Drammatico Lento, Allegro ben ritmico |
| 04  | Alemania    | Hayrapet Arakelyan | 19   | Saxofón     | François Borne:Fantasía brillante y para flauta de piano sobre temas de Carmen                                    |
| 05  | Bielorrusia | Ivan Karizna       | 18   | Violonchelo | Joseph Haydn: Concierto para violonchelo y orquesta n.º 1 en do mayor, Hob. VII B1                                |
| 06  | Eslovenia   | Eva-Nina Kozmus    | 16   | Flauta      | Jacques Ibert: Concierto para flauta, 3º Movimiento Allegro Scherzo                                               |
| 07  | Rusia       | Daniil Trifonov    | 19   | Piano       | Frédéric Chopin: Grande Polonesa Brillante precedida de un Andante Spianato, Sol mayor y Mi bemol mayor, Op. 22   |

#### Jurado de la Final
1. Péter Eötvös (Hungría)
2. Werner Hink (Austria)
3. Alexei Ogrintchouk (Rusia)
4. Cristina Ortiz (Brasil)

1. Ben Pateman (Reino Unido)

## Predecesor y sucesor
| Predecesor: Viena 2008 | Festival de Eurovisión de Jóvenes Músicos Viena 2010 | Sucesor: Viena 2012 |